# Trasideo
Trasideo fue un tirano de la ciudad de Agrigento, en la isla de Sicilia, hijo y sucesor del tirano Terón. 
Ya en vida de su padre Trasideo fue nombrado gobernador de Hímera y, por culpa de su conducta violenta y arbitraria, los ciudadanos estuvieron muy cerca de iniciar una revuelta. Cuando acudieron en busca de ayuda a Hierón I de Siracusa, este les traicionó y entregó a Terón, que mató a los líderes del partido opositor y restableció su autoridad. Desconocemos si Trasideo mantuvo su posición en Hímera después de estos hecho, pero a la muerte de Terón (472 a. C.) le sucedió sin oposición como soberano de las dos ciudades.
Su carácter tiránico y violento pronto se puso de manifiesto, lo cual le hizo tan impopular en Agrigento como ya lo era en Hímera. Sin embargo, su primer objetivo fue renovar su guerra con Hierón, frente a quien ya había tomado parte activa en vida de su padre. Reunió una gran fuerza de mercenarios, junto con el reclutamiento de una leva general en Agrigento y en Hímera, saliendo al encuentro de Hierón. Sin embargo, fue derrotado tras una sangrienta batalla. Los Agrigentinos aprovecharon la situación para expulsarle de la ciudad, tras lo cual huyó a Grecia. Fue arrestado en Megara y fue ejecutado públicamente.